# David Colgan
David Colgan (Bologna, 3 agosto 1981) è un atleta italiano noto per i suoi risultati in gare di ultramaratona e triathlon su lunghe distanze a livello Age Group.

## Vita e formazione
David Colgan è nato a Bologna, Italia. Influenzato da suo padre, Stephen, un appassionato ciclista, sviluppa interesse per lo sport fino dalla tenera età . Entra a far parte delle squadre giovanili locali con la Società Ciclistica San Lazzaro per poi approdare in diverse squadre di livello Nazionale sino alla categoria élite/Under 23 in cui per un anno milita nella squadra Filmop Arcasa Saba.

## Carriera
Colgan si è ritirato dal ciclismo agonistico nel 2004 e dopo anni di formazione inizia nel 2016 un percorso da allenatore per atleti amatoriali unendo la sua esperienza agonistica pregressa ad un approccio di allenamento con metodo "polarizzato".
Nelle ultramaratone, Colgan ha vinto la 50 km della Terre di Siena Ultramarathon nel 2018, 2019 e 2020. Ha partecipato all'Campionati del mondo Ironman di Kona, Hawaii, nel 2017, nel 2022 e nel 2024.
Nel 2021, Colgan vince il titolo italiano Master SM40 di maratona alla Maratona di Reggio Emilia. Il 18 settembre 2021, è il primo italiano finisher all’Ironman Italy - Cervia.
Nel 2022, Colgan si è classificato terzo nella categoria M40 al World Duathlon Powerman Zofingen e nel 2023 vince la Maratona di Bologna. Nello stesso anno vince  la “6 ore della Maremma” con una distanza di 79,8 km e conclude all nono posto la Maratona di Pisa. Ha inoltre partecipato all'Ironman Italy Emilia-Romagna il 16 settembre 2023.
Nel 2024 e nel 2025, Colgan si è piazzato terzo nella 100 km del Passatore.
Attualmente Colgan ricopre il ruolo di Global Key Account Manager presso Coesia S.p.A. Ha collaborato con Polar e Rai Sport per uno strumento di telemetria utilizzato durante il Giro d'Italia.

## Riconoscimento
Colgan ha ricevuto una litografia da Matteo Maria Zuppi come riconoscimento del suo sostegno all'Opera Padre Marella.

## Risultati
| Anno | Evento                                       | Luogo                  | Risultato           | Tempo    | Ref                                |
| ---- | -------------------------------------------- | ---------------------- | ------------------- | -------- | ---------------------------------- |
| 2018 | Terre di Siena Ultramarathon 50 km           | Siena, Italia          | 1º posto            | 3h34'14" |                                    |
| 2019 | Terre di Siena Ultramarathon 50 km           | Siena, Italia          | 1º posto            | 3h17'40" |                                    |
| 2020 | Terre di Siena Ultramarathon 50 km           | Siena, Italia          | 1º posto            | 3h23'24" |                                    |
| 2021 | Reggio Emilia Marathon - Camp. Italiano      | Reggio Emilia, Italia  | 14º posto (1° SM40) | 2h28'23" | [ 16 ] [ 17 ]                      |
| 2022 | Campionato mondiale di duathlon Powerman M40 | Zofingen, Svizzera     | 3º posto            | 6h47'55" | [ 23 ] [ 24 ] [ 25 ]               |
| 2022 | Campionati del mondo Ironman                 | Kona, Hawaii, USA      | Finisher            | 9h52'57" |                                    |
| 2023 | 6 Ore di Maremma (79,8 km)                   | Italia                 | 1º posto            | -        | [ 29 ]                             |
| 2023 | Maratona di Bologna                          | Bologna, Italia        | 1º posto            | 2h28'23" | [ 26 ] [ 27 ] [ 40 ] [ 41 ] [ 42 ] |
| 2023 | Ironman Italia Emilia-Romagna                | Emilia-Romagna, Italia | Finisher            | 8h55'28" | [ 31 ] [ 32 ]                      |
| 2024 | 100 km del Passatore                         | Firenze-Faenza, Italia | 3º posto            | 7h26'26" | [ 35 ] [ 36 ] [ 37 ]               |